# Бетмал
Бетмал (фр. Bethmale) насеље је и општина у јужној Француској у региону Миди Пирене, у департману Арјеж која припада префектури Сен Жирон.
По подацима из 2011. године у општини је живело 98 становника, а густина насељености је износила 3,1 становника/km². Општина се простире на површини од 31,61 km². Налази се на средњој надморској висини од 750 метара (максималној 2.838 m, а минималној 638 m).

## Демографија
| 1962. | 1968. | 1975. | 1982. | 1990. | 1999. | 2011. |
| ----- | ----- | ----- | ----- | ----- | ----- | ----- |
| 153   | 187   | 149   | 96    | 96    | 83    | 98    |

График промене броја становника у току последњих година